# Uszkodzenia herbicydowe
Uszkodzenia herbicydowe – uszkodzenia roślin, spowodowane najczęściej przez herbicydy.
Uszkodzenia herbicydowe (chemiczne) różnią się od zmian obserwowanych w przypadku niedoboru składników pokarmowych u roślin oraz niewłaściwego stosowania nawozów dolistnych.

## Przyczyny
Uszkodzenia chemiczne roślin po zastosowaniu pestycydów mają wieloraką przyczynę:
- niewłaściwie dobrany preparat,
- zbyt wysoka dawka preparatu,
- niewłaściwy termin (faza rozwojowa rośliny zwalczanej i uprawnej wg Skali BBCH),
- oprysk wykonany o niewłaściwej porze doby, lub przy niewłaściwej pogodzie (przed planowanym przymrozkiem, w czasie suszy, w okresie dużych wahań temperatury),
- oprysk wykonany na rośliny uszkodzone, osłabione, chore,
- niestarannie uprawiona gleba i wykonany siew w przypadku oprysku przedwschodowego,
- znoszenie cieczy roboczej na sąsiednie uprawy z powodu zbyt silnego wiatru podczas oprysku lub niewłaściwie wykonanego przejazdu,
- niewłaściwie dobrane lub niesprawne dysze opryskiwacza,
- nakładanie się oprysku na uwrociach.

Uszkodzenie roślin sąsiadujących z opryskiwaną uprawą ma miejsce, gdy dochodzi do znoszenia substancji aktywnej lub jej parowania. Drzewa mogą zostać uszkodzone jeżeli zostaną opryskane korzenie. Prawdopodobieństwo rozprzestrzenienia się substancji chwastobójczej poza teren upraw wzrasta gdy krople preparatu są małe oraz gdy występują silne podmuchy wiatru. O powstaniu uszkodzeń herbicydowych decydują także warunki środowiska. W glebach piaszczystych łatwo dochodzi do migracji substancji czynnej. 

## Objawy
Objawy są uzależnione od zastosowanego herbicydu. Na uszkodzonych roślinach mogą pojawiać się skręcone i zwijające się liście, ze względu na wpływ herbicydów na wzrost i rozwój roślin uszkodzenia obejmują nieprawidłowy wzrost, zakłócenia w wykształcaniu się wiązek przewodzących oraz aparatu fotosyntetycznego. Zaburzony może być także rozwój korzeni.

## Galeria

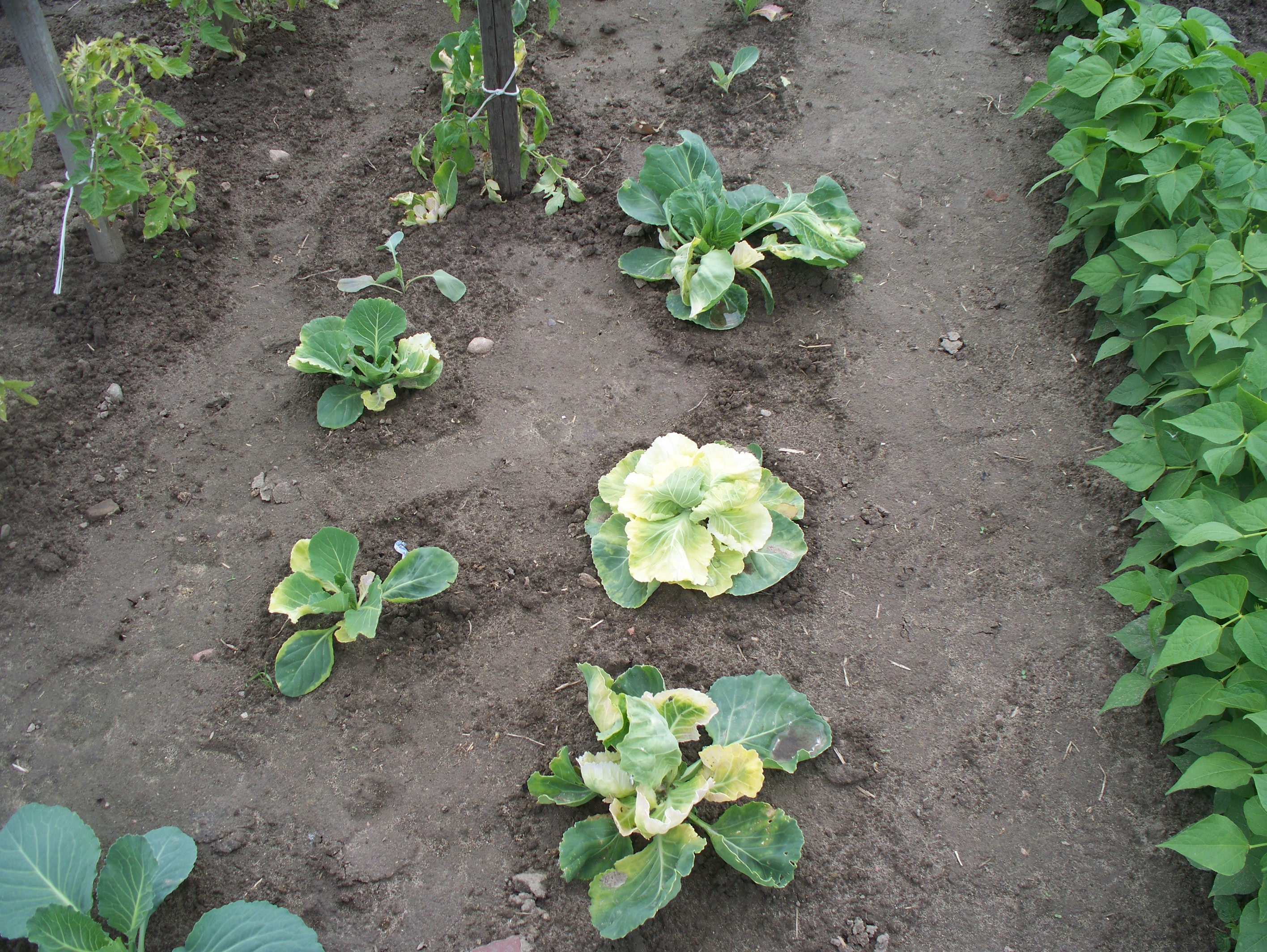
Liście kapusty uszkodzone przez herbicyd.
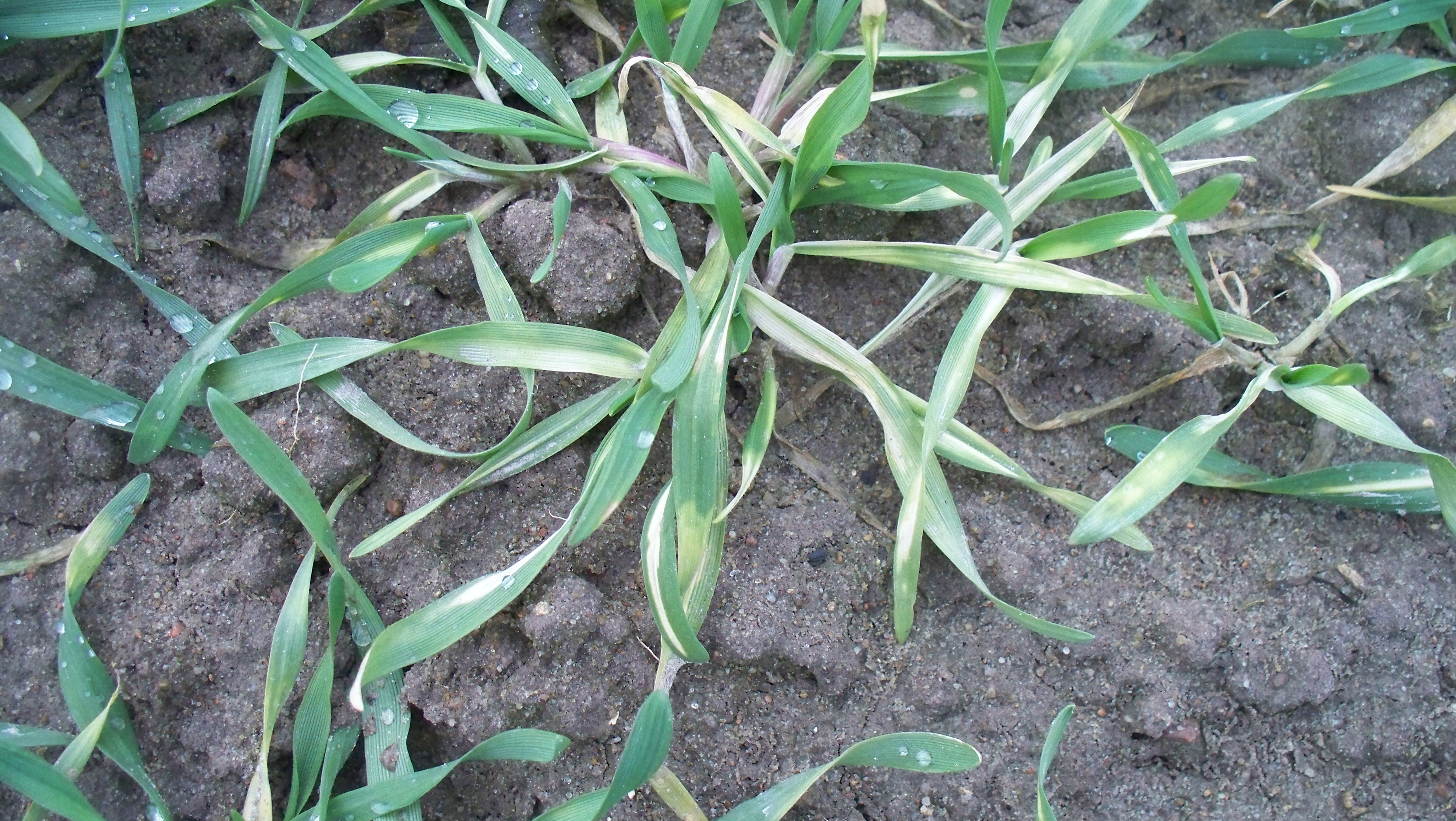
Zmiany na liściach żyta po zastosowaniu preparatu z prosulfokarbem.
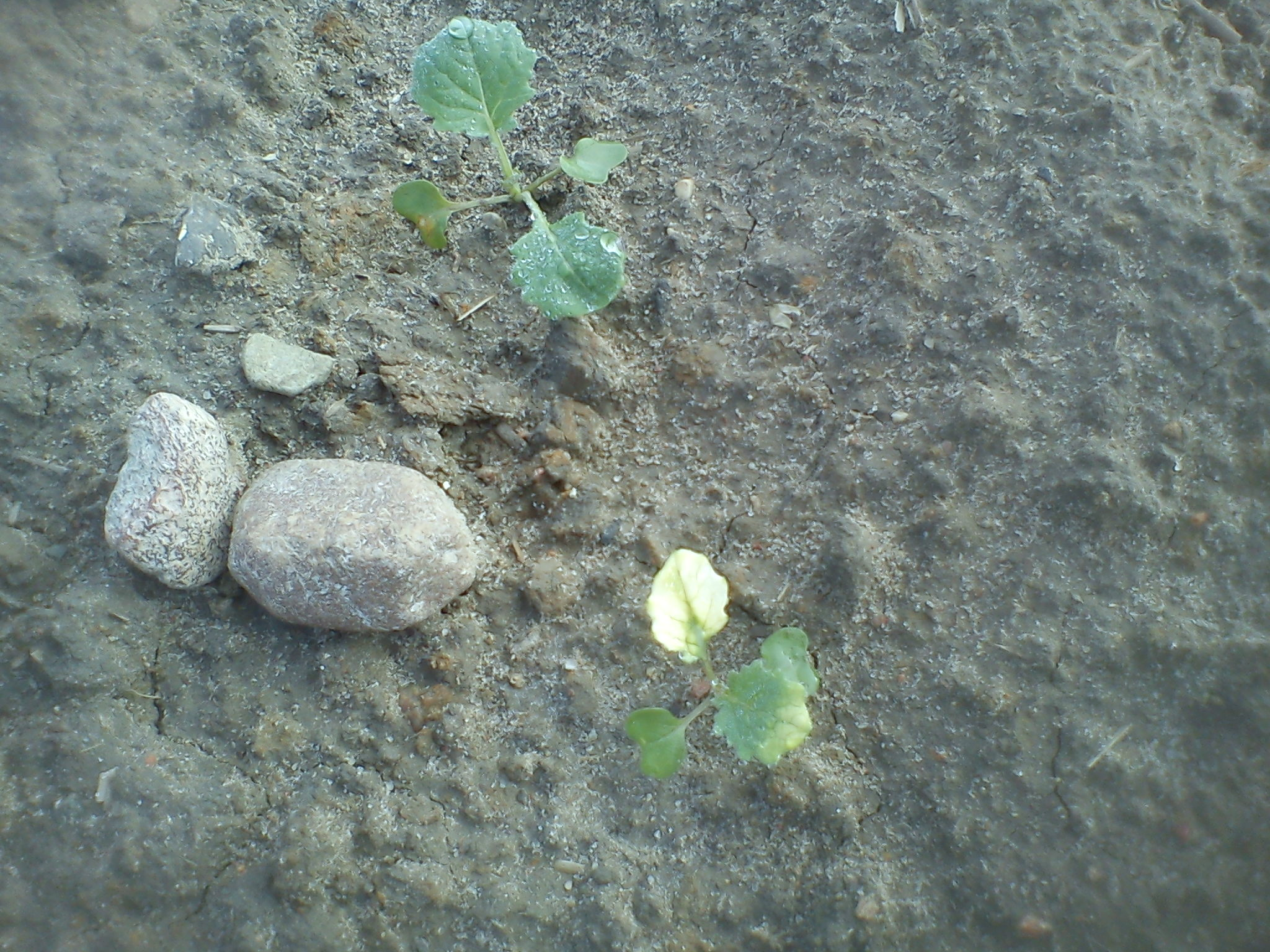
Zmiany na liściach rzepaku po zastosowaniu chlomazonu.
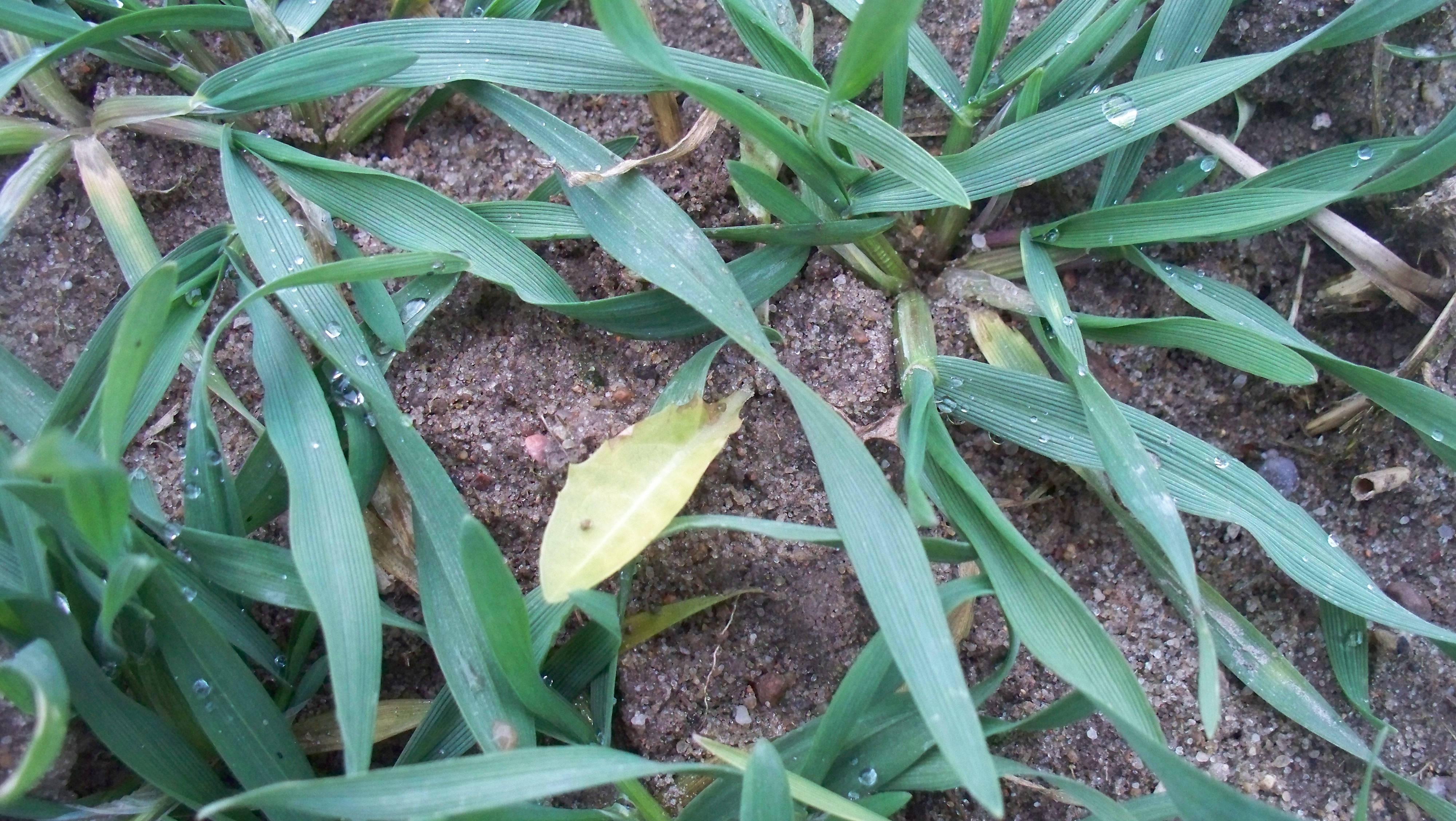
Przebarwienie liścia mniszka w uprawie żyta po zastosowaniu prosulfokarbu.
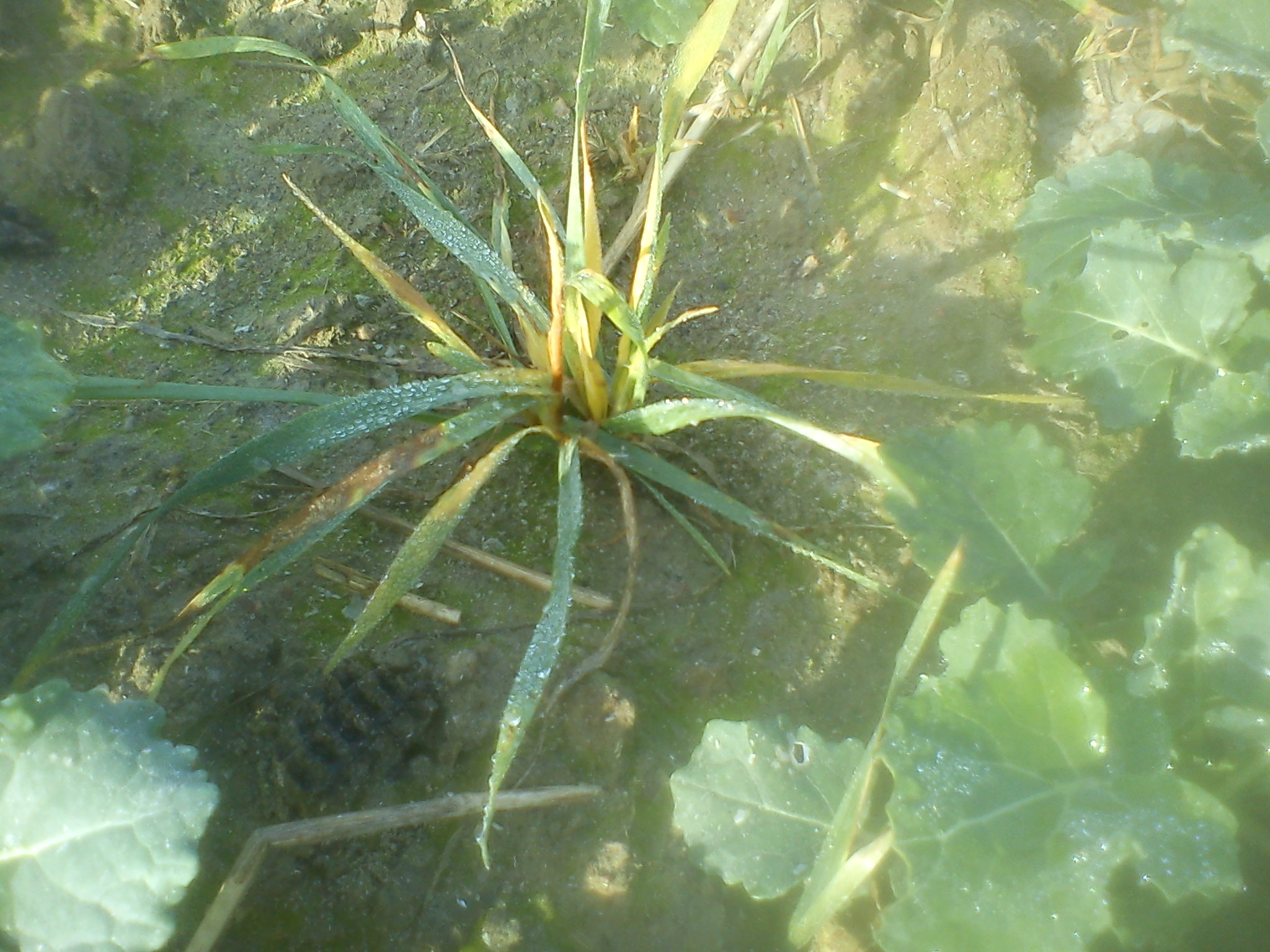
Uszkodzenie liści pszenicy ozimej w uprawie rzepaku przez substancję aktywną graminicydu chizalofop-P-etylu.